# José Dutra dos Santos
José Dutra dos Santos est un entraîneur brésilien de football né le 26 janvier 1948 à Rio de Janeiro.

## Biographie
Il a commencé sa carrière d'entraineur à la fin des années 1970 et a entrainé de nombreuses équipes brésiliennes avant d'entamer une carrière à l'international en Tunisie avec de nombreux titres remportés avec l'Etoile du Sahel. Par la suite, il est revenu au Brésil et sa dernière destination connue est le Hilal du Soudan. Le salaire sera entre 15 et 20 millions de centimes par mois.

## Carrière

### En tant que joueur
Clubs
- Joueur professionnel de Regata Vasco de Gama club de Rio Janeiro·
- Joueur professionnel de Victoria sport club in Bahia·
- Joueur professionnel de Remo club de Belém do Para

Participation
- Qualification au championnat junior de l’Amérique du Sud (Colombie) avec la sélection du Brésil (1968)·
- Jeux olympiques de Mexico avec l’équipe nationale du Brésil (1968)

### En tant qu’entraîneur
- 2011 : Signature avec le CSC Constantine.
- 2009 : Classification avec Al Ahly Benghazi (Libye)
- 2008-2009 : Classification avec Al Hilal Sport Club (Soudan)·
- 2008 : Classification avec Itinga Sport Club·
- 2008 : Classification avec Sociedade Imperatriz Desportos·
- 2007 : Classification avec Flamenco Do Piaui Atletico Club·
- 2006-2007 : Classification avec Ferroviaro Atletico Club·
- 2004-2005 : Classification avec Club de Remo·
- 2003 : Classification avec Anapolina Esport Club·
- 2002 : Classification avec Cesar Esport Clib·
- 2001 : Classification avec Tuna Luzo (Brésil)·
- 2000 : Remporte la Coupe du Prince Jassem avec Al Rayan (Qatar) ·
- 1999 : Remporte le tournoi de l’Amitié Prince Abdullah El Faisal –XFAX Tunisie ·
- 1998 : Remporte la Super Coupe d’Asie avec Al Nasser (Arabie saoudite)·
- 1997 : Remporte la Coupe d’Afrique avec l’Etoile du Sahel (Tunisie)·
- 1997 : Champion de Tunisie avec l’Etoile du Sahel·
- 1996 : Remporte la Coupe d’Afrique avec l’Etoile du Sahel ·
- 1996 : Remporte de la Coupe de Tunisie avec l’Etoile du Sahel·
- 1995 : Finale de la Coupe Arabe avec l’Etoile du Sahel (Tunisie)·
- 1994 : Vice-champion avec l’Etoile du Sahel (Tunisie)·
- 1993 : Champion avec MacClub-SaoLuiz/Brésil·
- 1992 : Champion avec Sampaio Correa Club-Sao Luiz : Brésil·
- 1991 : Premier Championnat pro avec Macapa Club- Macapa / Brésil·
- 1989/90 : Champion avec Rio club –Negro manaus/ Brésil·
- 1988 : Champion avec Sampaio Correa Club-Sao Luiz : Brésil·
- 1985 : Champion du tournoi du président avec Tuna Luso Brasilera-Para Brasilera/ Para / Brésil·
- 1985 : Champion national avec Tuna Luso Brasileira international Caiena·
- 1985 : Champion avec Tuna Luso Brasilera in Brasilian ·
- 1984 : Finale internationale du Championnat avec Tuna Luso Brasilera in Paramaribo·
- 1983 : Vice-champion du Brésil avec Remo club·
- 1980 : Qualifié avec l’équipe du Remo au Championnat du Brésil·